# Château de Granitz
Le château de Granitz (Jagdschloss Granitz) est un rendez-vous de chasse néogothique situé sur l'île de Rügen, près de Binz (Mecklembourg-Poméranie-Occidentale). C'est l'un des châteaux les plus visités de la région avec 200 000 visites par an.

## Histoire

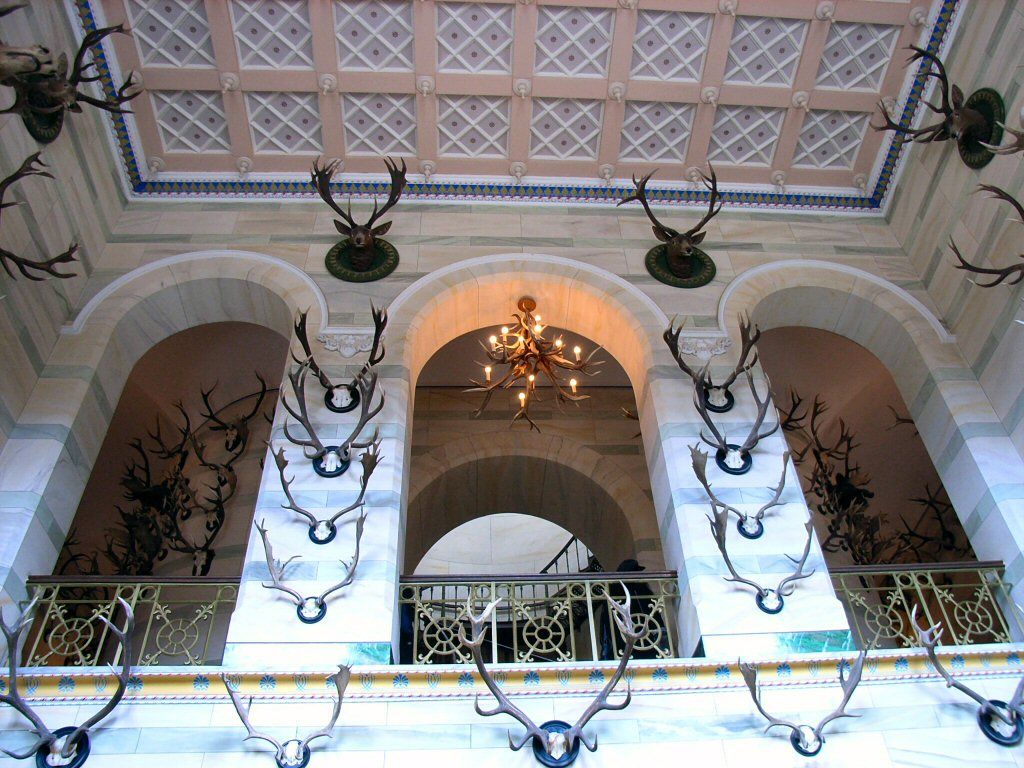
Hall d'entrée

Le prince de Putbus fait construire par L'architecte berlinois Johann Gottfried Steinmeyer ce petit château néogothique entre 1838 et 1842, en s'inspirant du style de Schinkel. Il se trouve alors dans un domaine forestier de 1 000 hectares dans les hauteurs de Granitz qui dominent la côte sud de l'île.
Ce prince suédois voyageur était fort apprécié de l'aristocratie européenne de son temps et le château compta parmi ses visiteurs Elisabeth von Arnim, les rois Frédéric-Guillaume IV de Prusse et Christian VIII de Danemark, Bismarck, ou Grümbke, etc. Le château reste dans la famille de Putbus jusqu'en 1944, lorsque le prince Malte zu Putbus est emprisonné par le régime national-socialiste. Il est ensuite exproprié et expulsé par la loi de 1945 prise par les autorités communistes. Le château se trouve donc jusqu'à aujourd'hui propriété de l'État. Il abrite en dépôt une partie des collections du musée de Berlin dans les années 1950.
Restauré en 2000 pour 7,9 millions d'euros, le château est aujourd'hui un musée. La tour du milieu mesure 38 mètres de hauteur et abrite un escalier de 154 marches de fer forgé. Le point de vue du haut de la tour est exceptionnel, permettant de voir le sud et l'est de l'île et par temps clair d'apercevoir au loin Usedom.

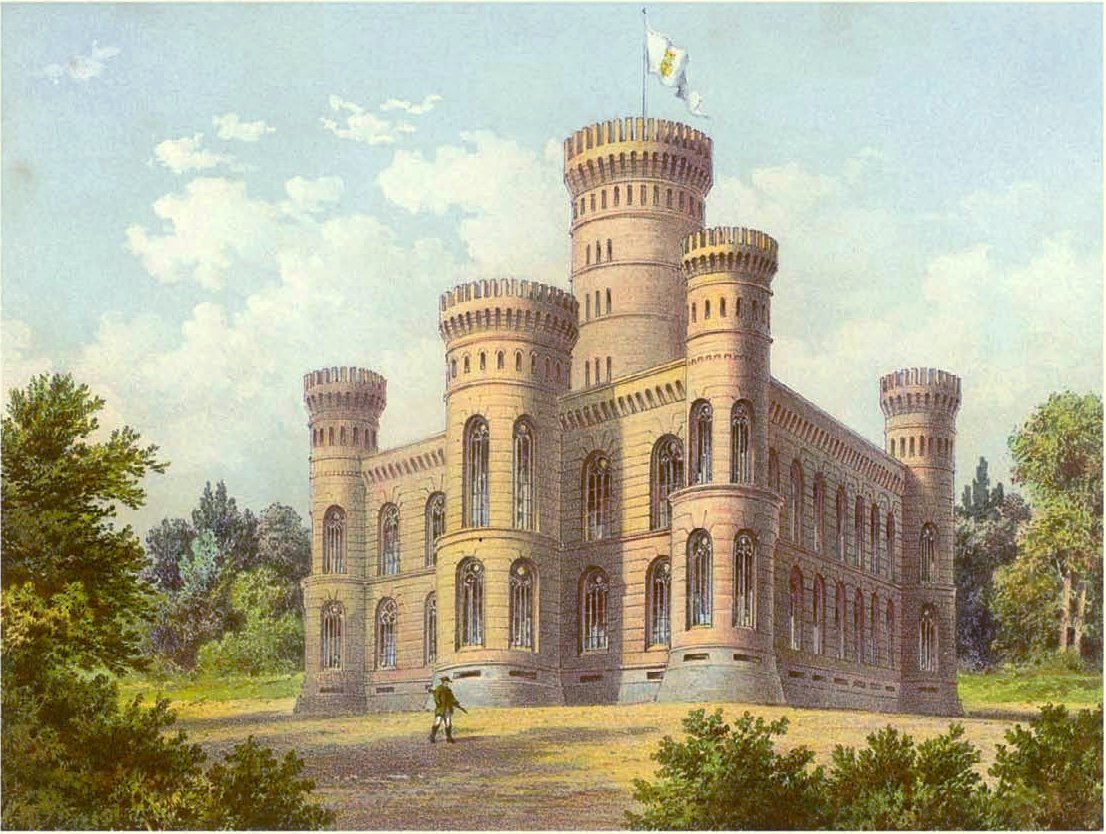
Lithographie du château vers 1870 (recueil de Duncker)

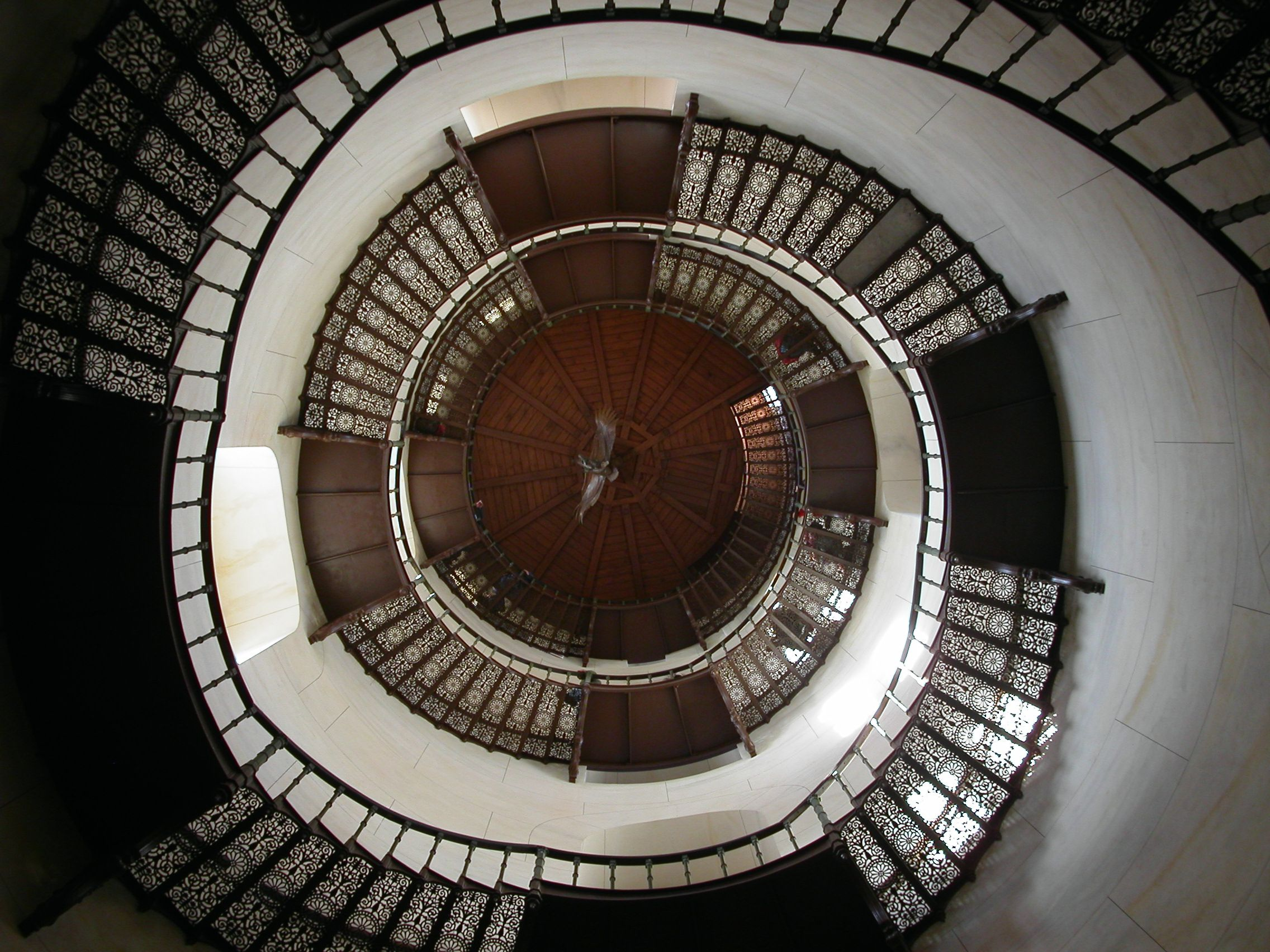
Escalier de la grande tour

## Source
- (de) Cet article est partiellement ou en totalité issu de l’article de Wikipédia en allemand intitulé « Jagdschloss Granitz » (voir la liste des auteurs).